# Суфакс
Суфакс (дав.-гр. Σόφαξ; також Софакс, Сіфакс) — персонаж давньогрецької міфології, берберійський і давньогрецький напівбог, син Геракла та Тінгіс. 
Суфах замінив першого чоловіка своєї матері Антея, якого вбив Геракл, на місці охоронця країни берберів. Суфакс заснував місто Танжер у пам'ять своєї матері. Згідно берберської міфології, багато хто з берберських королів є нащадками Суфакса. У нього був син Діодор, який за допомогою олімпійських богів панував над багатьма племенами північноафриканських берберів. На його честь названо місто Сфакс у Тунісі.
На думку Плутарха, міфі про Суфікса було створено з метою зробити приємне нумідійському королю Юбі II, який вважав себе нащадком Діодора і Геракла.